# Slag bij Walkerton
De slag bij Walkerton vond plaats op 2 maart 1864 in King and Queen County Virginia tijdens de Amerikaanse Burgeroorlog.
Op 28 februari 1864 vertrok brigadegeneraal Hugh Judson Kilpatrick met 4.000 soldaten vanuit Stevensburg, West Virginia om een raid uit te voeren op de Zuidelijke hoofdstad Richmond. Kilpatricks soldaten rukten op via de Virginia Central Railroad terwijl ze de spoorweg zelf onklaar maakten. Een voorhoede, onder leiding van kolonel Ulric Dahlgren (zoon van vice-admiraal John Dahlgren, zou de verdedigingsgordel rond de stad vanuit de vijandelijke achterhoede infiltreren. Dahlgren diende ook het gevangenenkamp bij Belle Isle te bereiken en de krijgsgevangenen bevrijden. Toen Kilpatrick op 1 maart Richmond bereikte, was Dahlgren nog niet gearriveerd. Kilpatrick moest zich terugtrekken onder druk van de Zuidelijke cavalerie aangevoerd door generaal-majoor Wade Hampton. Op 2 maart haalde Hampton Kilpatrick in bij Old Church, Virginia. De Noordelijken bleven evenwel uit Zuidelijke handen door hun toevlucht te nemen tot eenheden onder leiding van Benjamin Butler bij New Kent Court House.
Ondertussen was Dahlgren er niet in geslaagd om de verdedigingsgordel rond Richmond te infiltreren. Hij probeerde in noordelijke richting te ontkomen. Zijn eenheid raakte gescheiden van elkaar. Op 2 maart liep Dahlgren en 100 van zijn soldaten in een hinderlaag van de 9th Virginia Cavalry en de Home Guards van King and Queen County bij Walkerton. Dahlgren werd na een korte maar hevige strijd verslagen en gedood. De meeste van zijn soldaten werden gevangengenomen.
Op het lichaam van Dahlgren werden documenten gevonden die een schandaal veroorzaakten. In de documenten zou gestaan hebben dat de hoofdstad diende platgebrand te worden en de president, Jefferson Davis, en zijn voltallig kabinet moesten gedood worden. Hoewel hun authenticiteit officieel betwist werd door George Meade, Kilpatrick en Abraham Lincoln, veroorzaakte de publicatie van deze documenten veel ophef in het Zuiden. De Noordelijken werden beschuldigd van een "uitroeiingoorlog" te voeren tegen het Zuiden.